# 寺田町 (大阪市)
寺田町（てらだちょう）は、大阪府大阪市天王寺区にある町名。現行行政地名は寺田町一丁目および寺田町二丁目。

## 地理
天王寺区の南東部に位置し、南に大道、北に勝山、北東に国分町、南東に生野区生野西と接している。

## 世帯数と人口
2019年（平成31年）3月31日現在の世帯数と人口は以下の通りである。
| 丁目         | 世帯数  | 人口    |
| ------------ | ------- | ------- |
| 寺田町一丁目 | 392世帯 | 870人   |
| 寺田町二丁目 | 476世帯 | 677人   |
| 計           | 868世帯 | 1,547人 |

### 人口の変遷
国勢調査による人口の推移。
| 1995年（平成7年）  | 892人   | [ 5 ] |  |
| 2000年（平成12年） | 917人   | [ 6 ] |  |
| 2005年（平成17年） | 1,147人 | [ 7 ] |  |
| 2010年（平成22年） | 1,219人 | [ 8 ] |  |
| 2015年（平成27年） | 1,410人 | [ 9 ] |  |

### 世帯数の変遷
国勢調査による世帯数の推移。
| 1995年（平成7年）  | 412世帯 | [ 5 ] |  |
| 2000年（平成12年） | 487世帯 | [ 6 ] |  |
| 2005年（平成17年） | 666世帯 | [ 7 ] |  |
| 2010年（平成22年） | 699世帯 | [ 8 ] |  |
| 2015年（平成27年） | 863世帯 | [ 9 ] |  |

## 事業所
2016年（平成28年）現在の経済センサス調査による事業所数と従業員数は以下の通りである。
| 丁目         | 事業所数  | 従業員数 |
| ------------ | --------- | -------- |
| 寺田町一丁目 | 37事業所  | 446人    |
| 寺田町二丁目 | 94事業所  | 649人    |
| 計           | 131事業所 | 1,095人  |

## 交通
- 国道25号
- 玉造筋

## 施設
- 興國高等学校
- 大阪市立聖和小学校
- クラーク記念国際高等学校 天王寺キャンパス
- 大阪寺田町郵便局
- 寺田町公園

なお、寺田町駅の所在地は、隣接する天王寺区大道である。

## その他

### 日本郵便
- 〒543-0045[3]（集配局：天王寺郵便局[11]）